# آب‌انبار سردره
آب‌انبار سردره مربوط به دوره قاجار است و در حوزه استحفاظی ایوانکی، منطقه سردره واقع شده و این اثر در تاریخ ۲۵ اسفند ۱۳۸۰ با شمارهٔ ثبت ۵۶۳۱ به‌عنوان یکی از آثار ملی ایران به ثبت رسیده‌است.